# Ryōhei Haga
Ryōhei Haga (jap. 羽賀 亮平 Haga Ryōhei; * 17. September 1988 in Obihiro) ist ein ehemaliger japanischer Eisschnellläufer.

## Werdegang
Haga wurde zweimal japanischer Juniorenmeister im Kleinen-Vierkampf und kam bei der Winter-Universiade 2009 in Harbin auf den 33. Platz über 500 m, auf den 17. Rang über 1000 m sowie auf den sechsten Platz über 100 m. In der Saison 2009/10 wurde er bei der Sprintweltmeisterschaft 2010 in Obihiro Zehnter im Sprint-Mehrkampf und startete in Berlin erstmals am Eisschnelllauf-Weltcup, wobei er die Plätze sieben und vier über 500 m sowie in der B-Gruppe den fünften Platz über 1000 m errang. Beim Saisonhöhepunkt, den Olympischen Winterspielen 2010 in Vancouver, belegte er den 29. Platz über 1000 m. In den folgenden Jahren nahm er an fünf Sprintweltmeisterschaften (2011 in Heerenveen, 2012 in Calgary, 2013 in Salt Lake City, 2016 in Seoul und 2017 in Calgary) teil. Seine beste Platzierung dabei war im Jahr 2017 der 12. Platz im Sprint-Mehrkampf. Zudem startete er bei vier Einzelstreckenweltmeisterschaften (2011 in Inzell, 2013 in Sotschi, 2015 in Heerenveen und 2016 in Kolomna). Dabei war im Jahr 2016 der 13. Platz über 500 m sein bestes Ergebnis. In der Saison 2014/15 erreichte er in Obihiro mit dem dritten Platz über 500 m seine erste Podestplatzierung im Weltcup. In seiner letzten aktiven Saison 2018/19 kam er im Weltcup achtmal unter den ersten zehn. Dabei lief er in Obihiro und in Tomaszów Mazowiecki mit dem zweiten Platz über 500 m letztmals im Weltcup aufs Podest und zum Saisonende auf den vierten Platz in der Weltcupwertung über 500 m.
Haga wurde jeweils zweimal japanischer Meister im Sprint-Mehrkampf (2011, 2013) und 1000 m (2013, 2015) sowie einmal über 500 m (2016).

## Erfolge

### Olympische Spiele
- 2010 Vancouver: 29. Platz 1000 m

### Einzelstrecken-Weltmeisterschaften
- 2011 Inzell: 18. Platz 500 m, 20. Platz 1000 m
- 2013 Sotschi: 20. Platz 500 m
- 2015 Heerenveen: 18. Platz 500 m
- 2016 Kolomna: 13. Platz 500 m

### Sprint-Weltmeisterschaften
- 2010 Obihiro: 10. Platz Sprint-Mehrkampf
- 2011 Heerenveen: 15. Platz Sprint-Mehrkampf
- 2012 Calgary: 23. Platz Sprint-Mehrkampf
- 2013 Salt Lake City: 20. Platz Sprint-Mehrkampf
- 2016 Seoul: 29. Platz Sprint-Mehrkampf
- 2017 Calgary: 12. Platz Sprint-Mehrkampf

## Persönliche Bestzeiten
| Disziplin | Zeit        | Datum            | Ort            |
| --------- | ----------- | ---------------- | -------------- |
| 500 m     | 34,23 s     | 9. März 2019     | Salt Lake City |
| 1000 m    | 1:08,43 min | 2. Dezember 2007 | Calgary        |
| 1500 m    | 1:59,31 min | 15. März 2007    | Calgary        |